# Chato Galante
José María Galante Serrano (Madrid, 27 de abril de 1948-28 de marzo de 2020), conocido como Chato Galante, fue un preso político español y activista por los derechos humanos, la memoria histórica y el medio ambiente.

## Biografía
José María Galante tuvo once hermanos, todos hijos de un militar franquista. Durante su juventud estudió económicas y ciencias políticas, carrera que no finalizó, escogiendo Telecomunicaciones en la Complutense de Madrid. Se vinculó con el Frente de Liberación Popular (FLP) y fue miembro del Sindicato Democrático de Estudiantes desde 1967.
Tras el asesinato de Enrique Ruano por parte de la Brigada Político-Social en 1969, Galante, con 20 años y militante antifranquista, fue apresado el 5 de octubre de 1969 acusado de actividades subversivas y torturado durante tres días en la Dirección General de Seguridad en Puerta del Sol. Posteriormente, en 1971 formó parte de la trotskista Liga Comunista Revolucionaria (LCR), por lo que fue detenido durante una concentración estudiantil el 24 de febrero de 1971, mientras estaba activado un estado de excepción, y torturado durante catorce días por Billy el Niño, alias del policía Antonio González Pacheco, tras lo cual ingresó en la cárcel de Carabanchel acusado de asociación ilícita, propaganda ilegal e insultos a las fuerzas de orden público.
En septiembre de 1971 ingresó en el servicio militar obligatorio, en el batallón de castigo Regimiento Pavía N.º 4, en Aranjuez. Debido a su activismo, fue privado de su libertad en dos ocasiones más, el 10 de marzo de 1972 durante un permiso del cuartel y el 11 de diciembre de 1973 en una cafetería, siendo trasladado a diversas prisiones, maltratado y torturado en todas ellas. Gran parte de su encarcelamiento ocurrió en la cárcel de Segovia, donde poco antes de cumplir su condena intentó, junto a otros compañeros, una fuga. En total pasó alrededor de cinco años preso entre su primera detención y la amnistía de 1976.
Tras su salida de prisión fue candidato por LCR en las elecciones municipales del Ayuntamiento de Madrid en 1979 y en 1983.
Posteriormente inició un activismo pacifista y ecologista, siendo parte de la Asociación Ecologista de Defensa de la Naturaleza (Aedenat) y Ecologistas en Acción. En 2008 formó el colectivo de presos políticos en el franquismo La Comuna, realizando acciones como protestas contra la edificación de viviendas en la antigua cárcel de Carabanchel, y recopilando denuncias de torturas sufridas durante la dictadura.
En 2018 participó en El silencio de otros, documental español sobre la lucha de las víctimas de la dictadura de Francisco Franco, como parte de la Coordinadora de la denominada Querella argentina formada en enero de 2011.
Falleció el 28 de marzo de 2020 a los 71 años a causa de la enfermedad por coronavirus, siendo recordado en redes sociales por algunos políticos antifranquistas y de la izquierda española.

## Filmografía

### Televisión
- 2018: Otra vuelta de tuerka
- 2018: Preguntes freqüents[12]
- 2019: La Frontera

### Cine
- 2017: Lesa humanitat[16]
- 2018: La causa contra Franco[17]
- 2018: El silencio de otros